# 科托德卡扎 (加利福尼亞州)
科托德卡扎（英語：Coto de Caza）是位於美國加利福尼亞州橘縣的一個人口普查指定地區。

## 地理
科托德卡扎的座標為33°35′45″N 117°35′16″W / 33.59583°N 117.58778°W，而該地最高點為海拔高度216米（即709英尺）。

## 人口
根據2010年美國人口普查的數據，科托德卡扎的面積為20.653平方千米，當中陸地面積為20.593平方千米，而水域面積為0.060平方千米。當地共有人口14866人，而人口密度為每平方千米719人。